# Servicio de Salud del Maule
El Servicio de Salud Maule (SSMAULE) es un servicio de salud del Sistema Nacional de Servicios de Salud, de la Región del Maule. Su área de influencia comprende las 30 comunas de las provincias de Cauquenes, Curicó, Linares y Talca. Comenzó a funcionar el 1 de agosto de 1980, con la entrada en vigencia de la ley que creó los Servicios de Salud. Entrega cobertura a una población que supera el millón de habitantes. Su actual directora es Marta Caro Andía.
Entre los principales hospitales de la red se encuentran el Hospital Regional de Talca, el Hospital de Curicó y el Hospital de Linares. Estos dos últimos están en un proceso de normalización, construyéndose nuevos edificios. A ellos, se suma la normalización de los hospitales de Cauquenes, Parral y Constitución, que son parte del Proyecto RedMaule.

## Red hospitalaria
- Hospital Base San Juan de Dios de Curicó
- Hospital Base de Linares
- Hospital de Constitución
- Hospital San Juan de Dios de Cauquenes
- Hospital Dr. Benjamín Pedreros de Chanco
- Hospital de Curepto
- Hospital Chile Japón de Hualañé
- Hospital zonal de Licantén
- Hospital de Molina
- Hospital de San Javier
- Hospital Regional de Talca
- Hospital San José de Parral
- Hospital San Juan de Dios de Teno